# Boryszewo (gmina)
Boryszewo – dawna gmina wiejska istniejąca w XIX wieku w guberni płockiej. Siedzibą władz gminy było Boryszewo.
Za czasów Królestwa Polskiego gmina Boryszewo należała do powiatu płockiego w guberni płockiej.
Gmina została zniesiona w 1877 roku; odtąd figuruje już nowa gmina Rogozino, utworzona z obszarów dotychczasowych gmin Boryszewo i Ciołkowo (w większości).